# Time (The Revelator)
Time (The Revelator) är Gillian Welchs tredje studioalbum, utgivet 2001. Det var hennes första album på det egna bolaget Acony Records och det första att produceras av samarbetspartnern Dave Rawlings, efter att de två tidigare producerats av T Bone Burnett.

## Låtlista
Alla låtar är skrivna av Gillian Welch och Dave Rawlings.
1. "Revelator" – 6:22
2. "My First Lover" – 3:47
3. "Dear Someone" – 3:14
4. "Red Clay Halo" – 3:14
5. "April the 14th Part I" – 5:10
6. "I Want to Sing That Rock and Roll" – 2:51
7. "Elvis Presley Blues" – 4:53
8. "Ruination Day Part II" – 2:36
9. "Everything Is Free" – 4:48
10. "I Dream a Highway" – 14:39